# Ole Egberg Mikkelsen
Ole Egberg Mikkelsen (født 11. Juni 1956 i Esbjerg) er den nuværende danske ambassadør til Ukraine. Han var tidligere dansk ambassadør på den danske ambassade i Polen, Tyrkiet og Syrien. Han er uddannet Cand.scient.pol. på Aarhus Universitet.